# Pâté aux pommes de terre
Le pâté aux pommes de terre est une spécialité culinaire du centre de la France. Il est préparé et consommé principalement dans le Berry et l'Orléanais, la Marche et le Limousin, le Bourbonnais et la pointe nord-ouest de l'Auvergne.
La recette est réalisée à partir de pâte brisée ou feuilletée, de pommes de terre, de persil, de sel et de poivre et beaucoup de crème fraîche. Suivant les terroirs et les cuisiniers, différentes versions de la recette peuvent se rencontrer, tout en renvoyant au même vocable.

## Noms
En plus de son nom de pâté aux pommes de terre, il est nommé différemment selon les différentes régions où il est mangé. Il peut être appelé « pâté aux patates », « pâté bourbonnais », « pâté creusois ». 
Dans le Bourbonnais, il est aussi appelé pâté aux tartouffes. 
En parler du Croissant, dialecte de transition occitan / langue d'oïl parlé dans le nord de la Creuse et la région de Montluçon, il est souvent nommé pomtèrra.
Il figure sous ce nom sur la carte des spécialités gastronomiques françaises d'Alain Bourguignon de 1929, dans le Bourbonnais.

## Composition et service
Il s'agit généralement d'une sorte de tourte, contenant des pommes de terre coupées en lamelles et de la crème fraiche épaisse.
Il peut se servir en entrée, en plat principal ou en accompagnement, mais se mange le plus souvent accompagné d'une salade verte.

## Variantes
- La tourte berrichonne, ou truffiat.
- Le pâté aux pommes de terre du Bourbonnais intègre de temps en temps de l'oignon et du persil.
- Le pâté aux truches, variante du Berry, est un feuilleté garni d'une écrasée de pommes de terre, de crème, d'oignon et de persil.
- La tourtière du Limousin est également très similaire au pâté aux pommes de terres. Il s'agit d'une préparation approchante, mais utilisant de l'ail et du persil, et principale différence : de la viande (hachis de longe de porc)[2]. L'appellation « pâté de pommes de terre » est toutefois très courante en Limousin, où elle s'applique à des recettes comprenant ou non de la viande, et où la nature des herbes et condiments est aléatoire.

## Record du monde
Le record du monde du plus long pâté aux pommes de terre est, depuis 2010, détenu par la commune de Darvoy, située dans le département du Loiret.